# Kulfon
Kulfon – postać fikcyjna, kukiełkowy bohater programów dziecięcych TVP.
Imię Kulfona było związane z jego wyglądem, miał długi czerwony nos, potocznie mówiąc – wielki kulfon. Był asystentem Docenta Doświadczalskiego (Jacek Kałucki), antagonisty prowadzącego program „Wyprawy Profesora Ciekawskiego” tytułowego Profesora Ciekawskiego (Andrzej Marek Grabowski), którego asystentką była żaba Monika. Kulfon miał za zadanie porwać żabę Monikę, jednak nie dokonał tego strasznego czynu, gdyż od pierwszego spojrzenia zakochał się w niej.
Wszystkie teksty w programach telewizyjnych dla Kulfona i żaby Moniki pisał autor scenariuszy Andrzej Marek Grabowski. Głos postaci był podkładany przez aktora Mirosława Wieprzewskiego.
Kulfon pochodził z planety Kulfocentauris, choć istnieje alternatywna wersja jego pochodzenia – został wyciągnięty przez Docenta Doświadczalskiego z rury kanalizacyjnej, w której od wielu lat zamieszkiwał. Stąd po raz pierwszy pojawił się w programie jako Kulfon Ściekożyj.
W latach 1986–1989 Kulfon występował w programie „Wyprawy profesora Ciekawskiego”, w sezonie 89/90 – w programie „Trąba”, w sezonie 90/91 – w programie „Lizak”, a w latach 1992–2000 w „Ciuchci”, którą prowadził razem z żabą Moniką oraz Profesorem Ciekawskim.
W 2007 wystąpił w kilku odcinkach programu „Budzik”.
Kulfon jest także wraz z żabą Moniką bohaterem seriali filmów animowanych pt. „Kulfon, co z ciebie wyrośnie?” oraz „Bardzo przygodowe podróże Kulfona”, zrealizowanych przez Telewizję Polską. Reżyserem filmów był Krzysztof Rynkiewicz, scenarzystą Andrzej Marek Grabowski, zaś głos Kulfona podkładał Mirosław Wieprzewski.
W duecie z Moniką prowadził „Wiadomości po całości dla ludzkości” w programie „Zagadkowa niedziela” Programu Trzeciego Polskiego Radia. Od 2016 roku w Polskim Radiu Dzieciom w soboty o 11:00 prowadzi w duecie z Moniką autorski program „Figliki Kulfona i Moniki”, która była wcześniej emitowana w Radiu Bajka.